# إيما إي. هيكوكس
إيما إي. هيكوكس (بالإنجليزية: Emma E. Hickox)‏ هي مونتيرة بريطانية، ولدت في 11 أبريل 1964 في لندن في المملكة المتحدة.

## وصلات خارجية
- إيما إي. هيكوكس على موقع IMDb (الإنجليزية)
- إيما إي. هيكوكس على موقع ألو سيني (الفرنسية)
- إيما إي. هيكوكس على موقع أول موفي (الإنجليزية)
- إيما إي. هيكوكس على موقع قاعدة بيانات الأفلام السويدية (السويدية)
- إيما إي. هيكوكس على موقع قاعدة بيانات الفيلم (الإنجليزية)
- إيما إي. هيكوكس على موقع كينوبويسك (الروسية)